# Kogui
Los kogui o kágaba, que significa "gente" en el idioma kogui, son uno de los cuatro grupos étnicos asentados en la Sierra Nevada de Santa Marta, en Colombia. Son el grupo que más ha conservado sus características y los que menor contacto han tenido con población ajena a su grupo.
Los kogui son descendientes de los tayrona que habitan en la parte norte de Imakagámba Colombia, ampliamente conocida por el patrimonio artístico y arqueológico que llegaron a la humanidad. Dentro de la comunidad se denomina Kágaba y su idioma lo llaman Kaugiañ. Viven en el departamento de La Guajira, Magdalena y Cesar; están organizado por el pueblo y cuenca en los cuales cada pueblo se encuentra. Los Jákldexa (mamos), Aldakaldi (autoridad), Kabu (Cabo) son figuras centralescultura kogui que encarnan la ley de origen.
El pueblo kogui vive en bohíos, que son poblados familiares compuestos por chozas circulares construidas con hojas de palma. Se dedican principalmente a la agricultura de subsistencia, y visten túnicas blancas elaboradas por ellos mismos, junto con mochilas tejidas con fibras naturales.
Este pueblo posee una organización sociopolítica definida. Existen chozas diferenciadas por género: la nujuétsewa, destinada exclusivamente a las mujeres, y la nujué, para los hombres. Hombres y mujeres se reúnen cada una o dos semanas para realizar trabajos colectivos, celebrar fiestas o participar en asambleas generales donde se discuten temas de interés común.
Durante la noche, los hombres realizan confesiones y reciben consejo del Aldakaldi (autoridad espiritual masculina) dentro de la choza masculina, mientras que las mujeres reciben orientación de la Aldakalditsewa (esposa del Aldakaldi) en la choza femenina.
Este pueblo habla su propia lengua, en los cuales habitan de la siguiente cuenca y departamentos: 

### Comunidades
Los kogui están distribuidos 3 departamentos: 
Cesar: Kuiñkamake, Awiñgui, Sheñdukua
La Guajira: Tsheldua, Alduaxa
Magdalena - Ciénaga: Mañkuaxa y Seyteñ.
Aunque la población kogui cotidiano es disperso, en los pueblos se efectúan confesiones y reciben consejo de las autoridades, los kogui no tienen un lugar principal, pero si tienen mayor habitación son pueblo viejo (Alduaxa - Dibulla- La Guajira) y su sitio principal es Cherua (Riohacha), es un sitio muy significativo para los pueblos kogui. Para la comunidad kogui el cultivo de la coca y el poporo representa la masculinidad y su tradición, sin embargo, el cultivo de la coca es un delito fuera de esta comunidad o en Colombia. Para los kogui consideran que la coca tiene relación con poder ancestral y la feminidad. Por esta razón, los kogui jamás dejarán de cultivarla, y justifica como planta medicinal.  

## Ubicación geográfica
Los kogui están ubicados al norte de Colombia, es una zona de difícil acceso a la tecnología. Cuenta con la variedad de Fauna y flora de la sierra nevada de Santa Marta, también esta cobijado por el parque arqueológico más visitado que se encuentra ciudad perdida que es una forma práctica sociales (patrimonio cultural) de Colombia. En la sierra nevada hay una población que estima 18 000 mil personas sin contar censo de 2022 y allí se unen tres departamentos: La Guajira, Cesar y Magdalena.

## Idioma
El idioma kogui es una lengua hablada de grupo étnico nativo kogui de Imakagamba (Colombia), ubicado en la Sierra Nevada de Santa Marta. El porcentaje de alfabetismo es de 21 %.

El alfabeto kogui consta de 25 letras, son los siguientes:
a, b, d, e, g, h, i, j, k, m, n, ñ, o, p, s, sh, t, u, u, w, x, y, z, zh

## Fonología del kogui
El idioma kogui también conocido  como "kogui  o kaugiañ" pertenece a la familia Chibcha lingüísticamente y lo hablan unos 18, 000 mil personas, la mayoría de ellos son monolingüe y algunos son bilingüe,  igual que las demás grupos étnicos de la Sierra Nevada. A pesar de que comparten misma familia lingüística no pueden comprender ni entender, ya que su lengua  es muy distinto de Arhuaco y Wiwa.

#### Fonemas
Clasificación de los fonemas consonánticos en kogui
|             |             | labiales | alveolares | palatales | velares | glotales |
| ----------- | ----------- | -------- | ---------- | --------- | ------- | -------- |
| oclusivas   | sordas      | p        | t          |           | k       | h        |
| oclusivas   | sonoras     | b        | d          |           | g       |          |
| nasales     | nasales     | m        | n          |           | ñ       |          |
| Fricativas  | sordas      |          | s          | sh        | x       | j        |
|             | sonoras     |          | z          | zh        |         |          |
| lateral     | lateral     |          | i          |           |         |          |
| Semivocales | Semivocales | w        |            | y         |         |          |

Clasificación de fonemas vocálicos en kogui
|        | Anterior | Anterior | Central | Central | Posterior | Posterior |
| ------ | -------- | -------- | ------- | ------- | --------- | --------- |
|        | oral     | Nasal    | oral    | Nasal   | oral      | Nasal     |
| Altas  | i        | ĩ        | ʉ       | ʉ       | u         | ũ         |
| Medias | e        | ẽ        |         |         | o         |           |
| Bajas  |          |          | a       | ã       |           |           |

## Sintaxis
En general idioma kogui está estructurado de la siguiente manera: Sujeto, objeto y verbo. 
Ejemplo:
1. Saxa atema Jiuñguldak stuwi - Luna llena alumbra el camino

## La historia de los kogui
Los kogui son descendientes de la Cultura Tayrona, que floreció antes de los tiempos de la conquista española al norte y noroccidente de la Sierra Nevada de Santa Marta. Los Tairona eran una civilización avanzada que construyó muchas estructuras de piedra y caminos en las selvas. Hicieron muchos objetos de oro que colgarían de los árboles y alrededor de sus cuellos. A partir del siglo XI, poblados en piedra taironas se extendieron por todo el territorio. Vivieron no muy diferente de los modernos kogui. En 1498, los españoles llegaron al norte de Colombia, donde comenzaron a esclavizar a los grupos indígenas. Los Tairona fueron atacados por primera vez en 1501, por la tropa de Pedrarias Dávila y luego sistemáticamente a partir de la fundación de Santa Marta en 1525. La guerra de los conquistadores españoles contra los Taironas duró casi un siglo, entre 1501 y 1600. Los nativos resistieron en la laderas de la Sierra Nevada, hasta donde los conquistadores los persiguieron y atacaron destruyendo sus poblados y dispersando sus habitantes. Amenazado por perros y soldados por igual, el Tairona permaneció en aislamiento. De todos modos, muchos sacerdotes fueron ahorcados, las mujeres fueron secuestradas y violadas, y los niños fueron obligados a aceptar la educación española. Más tarde, llegaron misioneros y también comenzaron a influir en su forma de vida, construyendo capillas e iglesias en medio de sus aldeas para entrenar y convertir a los lugareños. En los años posteriores, los kogui han permanecido en su hogar en las montañas, lo que les permite escapar de los peores efectos de la colonización y les ayuda a preservar su estilo de vida tradicional.
La mitología narra que son «hermanos mayores» de la humanidad, viviendo en el «corazón del mundo», la Sierra Nevada de Santa Marta. Los extranjeros, especialmente los que provienen de occidente, son llamados «hermanos menores». Su leyenda sugiere que estos hermanos menores fueron desterrados del centro del mundo largo tiempo atrás. En respuesta a las infracciones que han cometido en la tierra natal, los hermanos menores deberán recorrer el camino de regreso y cosechar lo que han sembrado en forma de autodestrucción. 

### La Representatividad de los kogui
Hoy el pueblo Kágaba, junto a sus hermanos, Arhuacos, Wiwas y Kankuamos convergen en distintas organizaciones desde varios puntos de la región Caribe de Colombia. Entre ellas, la Organización Gonawindúa Tayrona, -OGT-, el espacio que acoge a todo el Pueblo Kágaba siendo el órgano representativo del gobierno indígena y la institución legítima que representa al Pueblo Kágaba ante el Estado Colombiano y la sociedad en general. La OGT existe y actúa de manera armónica junto con el Resguardo Kogui-Malayo-Arhuaco -que es una institución pública de carácter especial del orden político administrativo-. A pesar de ser dos figuras con origen y características diferentes, en la práctica conducen a funciones complementarias  desde el ámbito de la institucionalidad formal indígena, en la interlocución con las demás instituciones del orden externo.
Comparten el resguardo, si se sube a la Sierra por Valledupar, con el Pueblo Kankuamo que tuvo y tiene como función proteger a los otros pueblos, inclusive ofrendo con este propósito su cultura: lengua (resguardada por el pueblo kogui), vestido y costumbres que se mezclaron con las de los españoles. Desde 1993 se encuentran en una importante recuperación apoyados espiritualmente especialmente por los kogui, sus ancestros y los pobladores antiguos.

## Territorio
El Territorio Ancestral del pueblo Kágaba, se ubica en la Sierra Nevada de Santa Marta y se comparte con los territorios ancestrales de los pueblos hermanos: Arhuaco, Wiwa y Kankuamo. El territorio ancestral Kágaba, definido desde el Origen espiritual por Jate Sezhañkua, está organizado desde el Ezuama Sezhaldiwe (cuenca del río Sezhañkua) donde habitan los Arhuacos, hasta Jaba Shizhiwa (laguna donde nace el río Ranchería), pasando por Mamarongo, cayendo por el río Badillo. Y desde Nabuldue o shubgui -los nevados-, hasta Nuaneshkaxa -las desembocaduras de los ríos en el mar.

## Economía
La base de la economía kogui es la agricultura de subsistencia. Anteriormente cada familia se desplazaba a diferentes pisos térmicos para cultivar pequeños lotes, pero la reducción del territorio por las haciendas y la colonización, ha limitado a la mayoría de la población la tierra disponible, a una parcela por familia. Cultivan papa, yuca, malanga, batata, maíz, fríjol, plátano y caña de azúcar (para producir panela). También crían animales domésticos y, para completar su alimentación, pescan y cazan en pequeña escala.
Los kogui viven en paz entre ellos y con su entorno. Practican un método de tala y quema para el cultivo, y cada familia maneja granjas a distintas alturas en la sierra, produciendo diferentes cultivos que satisfacen el conjunto de sus necesidades. Sus comunidades están férreamente unidas alrededor de sus mamos, quienes las dirigen.
En 1990, teniendo evidencia en sus montañas que sufririan gran daño ecológico en el mundo, los kogui enviaron un mensaje al mundo a través de arqueólogos de la Universidad de Lampeter, en una filmación patrocinada por la BBC. Los kogui enviaron una advertencia a los «hermanos menores». 

...el mundo no tiene que terminar, sino que podría continuar, pero a menos que dejen de violar la tierra y la naturaleza, que cesen de agotar la energía de la La Gran Madre, sus órganos, su vitalidad, a menos que las personas dejen de trabajar en contra de la Gran Madre, el mundo no durará.
Mensaje kogui

## Cultura y creencias de los kogui
…nuestra ley de origen nace de los principios espirituales que originaron la Madre Tierra, Sé Nenulang. Ella y el Padre Sezhankua, en el tiempo de la creación, nos dejaron a los cuatro pueblos -Kággaba, Pebu (Arhuaco), Wiwa y Kalkuama- un conjunto de normas para vivir. El perfecto cumplimiento de estas normas en el territorio, es lo que permite asegurar nuestra permanencia como culturas diferentes y la estabilidad de todo el sistema de la naturaleza”.

Los kogui basan sus estilos de vida en su creencia en "Aluna" o "La Gran Madre", su figura creadora, que creen que es la fuerza detrás de la naturaleza. Los kogui entienden que la Tierra es un ser vivo, y ven a la humanidad como sus "hijos". Dicen que nuestras acciones de explotación, devastación y saqueo de recursos están debilitando a "La Gran Madre" y conduciendo a nuestra destrucción. 
Como muchas otras tribus indígenas, el pueblo kogui honra una montaña sagrada a la que llaman "Gonawindúa", también conocida como pico Cristóbal Colón . Creen que esta montaña es "El corazón del mundo" y son los "Hermanos mayores" que se preocupan por ella.  También dicen que la civilización exterior son los "Hermanos Menores"  que fueron enviados lejos de El Corazón del Mundo hace mucho tiempo.
Los kogui basan su estilo de vida en la creencia de una «Gran Madre» (Jaba), su figura creadora, de quien creen es la fuerza de la naturaleza, que les provee guía. Los kogui piensan en la tierra como un ser viviente, y ven a los colonos en actividades mineras, de construcción, y a los que contaminan el medio ambiente como enemigos de la Gran Madre. 
Preparan desde el nacimiento a sus sacerdotes, llamados Mamo, para el mundo místico que denominan alduna. En este mundo espiritual, los mamos actúan para ayudar a la Gran Madre a proteger la tierra. Luego de una profunda meditación y ofrendas simbólicas, los mamos creen que ellos sostienen el balance de armonía y creatividad en el mundo. Es también en este mundo donde se cuida la esencia de la agricultura: las semillas son bendecidas en aluna antes de plantarse, para asegurar su crecimiento exitoso. 
Desde su nacimiento, los kogui sintonizan a sus sacerdotes, llamados mamos (que significa sol en idioma kogui), para orientación, curación y liderazgo. Los mamos no deben ser confundidos con chamanes o curanderos, sino ser considerados como sacerdotes tribales que tienen roles muy respetados en la sociedad Kogi. Los mamos se someten a un entrenamiento estricto para asumir este papel. Los niños varones seleccionados son tomados del nacimiento y colocados en una cueva oscura durante los primeros nueve años de sus vidas para comenzar este entrenamiento.  En la cueva, el mayor mamo y la madre del niño cuidan, alimentan, entrenan y enseñan al niño a sintonizarse con "Aluna" antes de que el niño entre al mundo exterior. A través de una profunda concentración, ofrendas simbólicas y adivinación, los mamos creen que apoyan el equilibrio de la armonía y la creatividad en el mundo. También es en este ámbito donde se nutre la esencia de la agricultura: las semillas son bendecidas en Aluna antes de ser plantadas, para asegurar que crezcan con éxito; el matrimonio es bendecido para asegurar la fertilidad; y se ofrecen ceremonias a los diferentes espíritus del mundo natural antes de realizar tareas como la cosecha y la construcción de nuevas cabañas. 
Los kogui mamos han permanecido aislados del resto del mundo desde que los conquistadores españoles vinieron a América del Sur en busca de oro. Para preservar su estilo de vida tradicional, rara vez interactúan con el mundo moderno o con la civilización exterior. Los extraños no están permitidos dentro de sus tierras ancestrales.  Los kogui mamos dicen que el equilibrio de la ecología de la tierra ha estado sufriendo debido a la devastación moderna de los recursos por parte de hermanos menores. Los kogui mamos a su vez creen que su trabajo como Hermano Mayor es fundamental para ayudar a prolongar y proteger la vida en la tierra. En un intento desesperado por evitar una mayor catástrofe ecológica y destrucción, el kogui mamos rompió el silencio y permitió que un pequeño equipo de filmación de la BBC ingresara a su aislada civilización en la cima de la montaña para escuchar su mensaje y advertencia a su Hermano Menor. Los mensajes y advertencias posteriores se expresaron en el documental From the Heart of The World - The Elder Brother's Warning . Después de filmar el documental, los kogui mamos volvieron a su trabajo de forma aislada y pidieron a los extraños que no vinieran a su tierra.
Los kogui pronto se dieron cuenta de que su mensaje y advertencia no habían sido atendidos por el Hermano Menor, y en cambio, como habían predicho, ocurrieron muchas catástrofes y el mundo natural continuó devastado a un ritmo aún más rápido.  A su vez, se contactaron con el mismo cineasta veinte años después para darles un mensaje final. Esto se convirtió en Aluna , un documental realizado por los mismos kogui mamos en el que dan una segunda advertencia y dicen que han elegido compartir sus ciencias secretas con hermanos menores para que los hermanos menores puedan ayudar a cambiar el mundo para mejor.
Para cada una de las etnias que habita la Sierra Nevada de Santa Marta, los picos nevados son considerados el centro del mundo. Los primeros hombres provienen de dichos grupos y, por lo tanto, son los "Hermanos Mayores", mientras todos los que llegaron después son considerados como los "Hermanos Menores". La diferencia entre los dos es el conocimiento que sobre la naturaleza tienen los "Hermanos Mayores". Desde esa perspectiva, los "Hermanos Mayores" son los encargados de cuidar y preservar el mundo, tratando de velar porque el ciclo cósmico tenga un buen desarrollo; para que las enfermedades no destruyan la vida de los hombres; para que las cosechas sean buenas. 
El mundo se concibe como dos pirámides sostenidos sobre una misma base. Internamente, lo conforman nueve mundos, cada uno con su propia tierra y sus propios habitantes. La tierra está ubicada en el quinto piso. Hacia arriba los mundos están emparentados con la luz y hacia abajo están emparentados  
La sierra es considerada como un cuerpo humano, donde los picos nevados representan la cabeza; las lagunas de los páramos el corazón; los ríos y las quebradas las venas; las capas de tierra los músculos; y los pajonales el cabello. Con esa base, toda la geografía de la sierra es un espacio sagrado.  

### Cosmología y conceptos socio-religiosos
La religión kogui tradicional está estrechamente relacionada con la estructura del universo cósmico que existe en las expresiones dualistas. En un nivel cósmico, el sol separa el universo en dos hemisferios: el este / oeste y, en consecuencia, un derecho / izquierdo. Los kogui usan esta noción dualista para elaborar una serie de divisiones terrenales: hombre / mujer, hombre / mujer, calor / frío, luz / oscuridad y derecha / izquierda. Creen que cada uno de estos grupos son opuestos complementarios. Dentro de cada par, uno no puede sobrevivir sin el otro. En el caso del bien (derecha) / el mal (izquierda), los kogui creen que cometer un pecado de vez en cuando sirve como justificación para la existencia del bien. Estos opuestos naturales son una forma de mantener la sociedad equilibrada o "de acuerdo" (yuluka).
Los dos hemisferios se dividen en cuatro segmentos: Norte / Sur / Este / Oeste. Dentro de estos cuatro puntos de referencia, los kogui han asociado la orientación de su marco religioso hacia el Sur / Este como bueno / claro y el Norte / Oeste como malo / oscuro. Esta estructura cósmica ha influido en cuatro entradas a cada pueblo, cuatro clanes principales, y ha dividido la Sierra Nevada en cuatro secciones. Siguiendo este concepto, los kogui han estructurado las casas ceremoniales y los sitios de ofrendas sagradas en cuatro cuadrantes. En la casa ceremonial, se dibuja una línea en el centro de un círculo, que divide a los hombres en un lado izquierdo donde los hombres "saben más", y un lado derecho complementario de los hombres que "saben menos".
En un sistema de cuatro cuadrantes, las cuatro líneas inevitablemente se encuentran en el centro, creando una quinta dimensión para el universo cósmico. El punto central tiene una gran importancia para el pueblo kogui. Representa el centro del universo, la Sierra Nevada de Santa Marta . Durante la ceremonia, este es el punto donde el Mamo entierra las cuatro ofrendas sagradas y "habla con Dios". En el centro del círculo, coloca un pequeño taburete en el lugar donde recibe y responde preguntas del universo cósmico.
En la cosmología kogui, han agregado tres dimensiones al estándar N / S / E / W: Zenith , Nadir y el Centro. Este sistema fijo de puntos se asemeja a un huevo y está formulado en nueve etapas / capas de desarrollo. La Diosa Madre, la creadora del universo y la humanidad, creó el huevo cósmico. Las capas horizontales del huevo se dividen en dos secciones de cuatro mundos con la humanidad (la quinta capa) que reside en el centro. El huevo cósmico también representa el útero de la Diosa Madre y la Sierra Nevada. Debido a esto, los kogui han construido la estructura de la casa ceremonial como una réplica del cosmos.

### Costumbres funerarias
Los mamos  participan en varios rituales para celebrar el ciclo de vida del individuo desde el nacimiento hasta la muerte. Estas ceremonias incluyen ofrendas, bailes y otros asuntos rituales. Aunque se celebra cada ciclo de vida, el énfasis en las costumbres funerarias ha sido de gran importancia para el pueblo Kogi. En esta tribu, la muerte no se ve como un evento trágico sino como un "cumplimiento de la vida". El proceso de entierro generalmente dura aproximadamente dos horas y se realiza sin oraciones ni cantos. Para un espectador externo, el ritual puede parecer simple o sin profundidad para una tribu tan espiritual. Lo que el espectador no se da cuenta es que las costumbres funerarias tienen conceptos filosóficos y significados subyacentes más profundos más allá de la dimensión del mundo occidental.
Los ritos funerarios son un acto de "cosmificación". Cuando una persona muere, los mamos la devuelven al útero de la Diosa Madre.
La siguiente lista dicta ocho componentes del ritual funerario analizado por el antropólogo Gerardo Reichel-Dolmatoff.
1. Verbalización del cementerio como el "pueblo de la muerte" y como la "casa ceremonial de la muerte"; verbalización del pozo de entierro como una "casa" y como un "útero".
2. Posición flexionada del cadáver, colocado en una red de transporte, con una cuerda atada al cabello.
  - La red representa la placenta del útero, que está conectada por un cordón umbilical (cuerda) que se corta después de nueve días. Esto permite que la persona renazca en otro mundo.
3. Cadáver descansando sobre el lado izquierdo y con la cabeza orientada hacia el este.
  - El este es la dirección del sol y la luz del universo.
4. Marcado énfasis en derecha e izquierda: posición de las manos; posición del cadáver; giros a la izquierda y a la derecha.
  - Cuando la persona se gira, crea el movimiento del eje cósmico.
5. Colocación de ofrendas a los lados, el centro y la parte superior de la fosa.
  - Esta ubicación se relaciona con los puntos sagrados: Norte / Sur / Este / Oeste / Zenith / Nadir / Centro
6. Verbalización de las ofrendas como "alimento para los muertos".
  - Los muertos no solo consisten en antepasados, sino también seres míticos de los maestros de plantas y animales. Comer esta ofrenda tiene una relación cercana con las relaciones sexuales. La comida simboliza el semen masculino y también la fertilización del ser sobrenatural y, por lo tanto, sirve para multiplicar la ofrenda. Por ejemplo, si se hace una ofrenda a la Madre del Maíz, lo encontrado constituye un alimento y un incentivo para procrear más maíz.
7. Actitud de "abrir" y "cerrar la casa".
8. Purificación por torneado.
  - Al girar rápidamente el cadáver, uno se vuelve invisible e invulnerable a la Muerte. Durante nueve días y noches, el alma deambula en un viaje que termina en el renacimiento de esa alma.[16]

El Mamo es el personaje central dentro del sistema de representación de los kogui. Él es el intermediario entre las fuerzas celestiales y los hombres. Su sabiduría y conocimiento permite el equilibrio entre las fuerzas. Para ellos el fin del mundo se acerca, pues los "Hermanos Menores" no están interesados en proteger la naturaleza.
Los mamos reciben una formación especial. Algunos niños de corta edad son seleccionados para vivir en chozas al pie del glaciar y dentro de ellas son educados en los principios de veneración a las fuerzas naturales y formados por años sin ver el exterior hasta que cumplen unos 18 años. Entonces son sacados un día antes del amanecer y observan un amanecer. a partir de la luna hacen una clase de merienda grupal.

## Tradiciones
Los kogui tienen muchas características que definen su cultura. Por ejemplo, todos los hombres kogui reciben un "poporo" cuando son mayores de edad. El "poporo" es una pequeña calabaza hueca que se llena con "lima", un tipo de polvo que se produce al calentar y triturar las cáscaras para producir cal. Los hombres también mastican continuamente hojas de coca, una tradición seguida por muchas tribus indígenas para conectarlas con el mundo natural. Mientras mastican las hojas de coca, succionan el polvo de lima en sus poporos, que extraen con un palo, y frotan la mezcla sobre la calabaza con el palo para formar una capa o costra endurecida. El tamaño de esta capa depende de la madurez y la edad del hombre kogui.
Las diferencias entre mujeres y hombres en la cultura kogui son muy importantes; Tienen roles específicos que son fundamentales para sus tradiciones. Esta imagen muestra su ropa y los objetos típicos que usan en su vida cotidiana común.
Todos los hombres y mujeres de kogui llevan bolsos tradicionales sobre sus hombros. Solo las mujeres pueden tejer las bolsas. Muchas de las cosas que se llevan dentro de una bolsa son secretas y conocidas solo por el propietario. Las bolsas que lleva Mamas contienen objetos sagrados tradicionales. Cuando dos hombres kogui se encuentran, usan el saludo habitual, que es intercambiar puñados de coca.

## Estilo de vida
Tanto los hombres como las mujeres de kogui tienen modos simples de vestir. Las mujeres recogen, cardan y hilan lana y algodón, mientras que los hombres tejen la tela. La ropa para hombres consiste en una túnica y pantalones simples atados con una cuerda en la cintura. La ropa para mujeres consiste en una sola longitud de tela envuelta alrededor de sus cuerpos como un vestido. Todos los kogui usan solo ropa blanca pura. Dicen que el blanco representa a la Gran Madre y, por lo tanto, la pureza de la naturaleza.
Los kogui viven en una serie de aldeas, llamadas Kuibolos,  contienen chozas circulares hechas de piedra, barro y hojas de palma. Los hombres viven en una choza separada de las mujeres y los niños. Cada pueblo contiene una gran cabaña llamada "nuhue" o templo donde solo se permiten hombres. En el "nuhue" se discuten muchas cosas y se toman decisiones. La adivinación y la concentración también ocurren en estos templos. Las mujeres no están permitidas porque los kogui creen que las mujeres están más conectadas con la Gran Madre y no necesitan entrar al templo. También hay mujeres sacerdotes en las aldeas.
Todas las consultas se realizan con mamos, y muchas de las decisiones se basan en su sabiduría y conocimiento. Los mamos organizan muchos matrimonios kogui para garantizar las comunidades más fructíferas. Los matrimonios no son forzados, y la compra o venta de mujeres no está permitida, aunque las mujeres de hasta 14 años pueden casarse y tener hijos. Los kogui no permiten el maltrato de las mujeres, y no es raro encontrar matrimonios que no fueron arreglados, pero los kogui también desaprueban romper los matrimonios arreglados.
Los campos, las casas y el ganado se transmiten de madre a hija, así como de padres a hijos, que es la herencia bilateral de estos artículos. También existe el descenso paralelo normal de artículos personales, incluidos los objetos rituales que son propiedad masculina y descienden patrilinealmente . Pero ciertos derechos, nombres o asociaciones descienden matrilinealmente. 
Los cultivos comerciales comunes son el azúcar y el café. Gran parte del azúcar se convierte en panela, un tipo de azúcar moreno endurecido colombiano. Las mujeres hacen la mayor parte de la siembra de las verduras, pero la agricultura es una responsabilidad de toda la familia.

## Kogui contemporáneo
Los kogui practican la agricultura utilizando métodos de cultivo de tala y quema ;  cada familia atiende granjas a diferentes altitudes de la Sierra, produciendo diferentes cultivos para satisfacer el rango de sus necesidades.  También crían ganado en las tierras altas.
En los poblados de casas circulares, donde viven solamente algunas familias con determinada jerarquía, hay un templo femenino y un templo masculino. Las familias también se reúnen en los poblados para realizar trabajos colectivos, celebrar fiestas o discutir en asambleas los temas de interés común. En la noche, los hombres celebran reuniones, hacen confesiones y reciben consejos y correcciones de los Mamo, dentro de los templos, mientras las mujeres permanecen en los bohíos.